# Bristol 403
La 403 è un'autovettura prodotta dalla Bristol dal 1953 al 1955. Il modello apparteneva alla categoria delle vetture sportive con finiture lussuose, e sostituì la 401 e la 402.

## Storia
La 403 fu uno dei cinque modelli Bristol ad avere installato il motore a sei cilindri in linea e valvole in testa di derivazione BMW M328. Il modello, rispetto alla 401, fu oggetto di miglioramenti nella meccanica, ma conservò la stessa linea della carrozzeria della vettura citata.
Il propulsore della 403 aveva una cilindrata di 1.971 cm³, ed era dotato di valvole e di supporti di banco di dimensioni maggiori rispetto a quelli della 400 e della 401. Ciò incrementò la potenza a 100 CV, contro gli 85 CV della 401. Anche l'accelerazione migliorò: la 403 poteva infatti raggiungere, da ferma, i 97 km/h in 13,4 secondi, contro i 16,4 secondi della 401. La 403 toccava una velocità massima di 167 km/h.
Il motore era installato anteriormente, mentre la trazione era posteriore. L'unico cambio disponibile era manuale a quattro rapporti.
Per far fronte all'incremento della potenza erogata, venne installata una barra antirollio nelle sospensioni anteriori e furono potenziati i tamburi dei freni. I primi esemplari di 403 avevano questi freni rafforzati su tutte e quattro ruote, ma la Bristol in seguito osservò che il modello era dotato di una capacità frenante troppo elevata e quindi, negli esemplari successivi, tali freni vennero installati solo sulle ruote anteriori.
La 403 fu l'ultimo modello Bristol a possedere una calandra avente uno stile che si poteva trovare anche su vetture BMW contemporanee.